# Euploea megaera
Euploea megaera är en fjärilsart som beskrevs av Butler 1866. Euploea megaera ingår i släktet Euploea och familjen praktfjärilar. Inga underarter finns listade i Catalogue of Life.